# Reprezentacja Francji na Mistrzostwach Europy w Wioślarstwie 2008
Reprezentacja Francji na Mistrzostwach Europy w Wioślarstwie 2008 liczyła 24 sportowców. Najlepszymi wynikami było 1. miejsce w dwójce podwójnej i ósemce mężczyzn.

## Medale

### Złote medale
dwójka podwójna (M2x): Julien Bahain, Julien Desprès
ósemka (M8+): Victor Bordereau, Adrien Hardy, Pierre-Jean Peltier, Jean-Baptiste Macquet, Frédéric Doucet, Benjamin Rondeau, Sébastien Lenté, Dorian Mortelette, Benjamin Manceau

### Srebrne medale
Brak

### Brązowe medale
dwójka bez sternika mężczyzn (M2-): Laurent Cadot, Jean-David Bernard

## Wyniki

### Konkurencje mężczyzn
- dwójka bez sternika (M2-): Laurent Cadot, Jean-David Bernard – 3. miejsce
- dwójka podwójna (M2x): Julien Bahain, Julien Desprès – 1. miejsce
- dwójka podwójna wagi lekkiej (LM2x): Maxime Goisset, Frédéric Dufour – 4. miejsce
- czwórka bez sternika (M4-): Daniel Blin, Alexis Crevel, Vincent Durupt, Lionel Jacquiot – 8. miejsce
- czwórka bez sternika wagi lekkiej (LM4-): Fabrice Moreau, Jérémy Pouge, Vincent Faucheux, Guillaume Raineau – 4. miejsce
- ósemka (M8+): Victor Bordereau, Adrien Hardy, Pierre-Jean Peltier, Jean-Baptiste Macquet, Frédéric Doucet, Benjamin Rondeau, Sébastien Lenté, Dorian Mortelette, Benjamin Manceau – 1. miejsce

### Konkurencje kobiet
- jedynka (W1x): Caroline Delas – 7. miejsce